# Estancia (Iloilo)
Estancia is een gemeente in de Filipijnse provincie Iloilo op het eiland Panay. Bij de laatste census in 2010 telde de gemeente bijna 43 duizend inwoners.

## Geografie

### Bestuurlijke indeling
Estancia is onderverdeeld in de volgende 25 barangays:
| - Bayas - Bayuyan - Botongan - Bulaqueña - Calapdan - Cano-an - Daan Banua - Daculan - Gogo - Jolog - Loguingot - Lumbia - Malbog | - Manipulon - Pa-on - Pani-an - Poblacion Zone 1 - Poblacion Zone II - Poblacion Zone III - Lonoy - San Roque - Santa Ana - Tabu-an - Tacbuyan - Tanza |

## Demografie
Estancia had bij de census van 2010 een inwoneraantal van 42.666 mensen. Dit waren 3.187 mensen (8,1%) meer dan bij de vorige census van 2007. Ten opzichte van de census van 2000 was het aantal inwoners gegroeid met 6.824 mensen (19,0%). De gemiddelde jaarlijkse groei in die periode kwam daarmee uit op 1,76%, hetgeen lager was dan het landelijk jaarlijks gemiddelde over deze periode (1,90%).

De bevolkingsdichtheid van Estancia was ten tijde van de laatste census, met 42.666 inwoners op 29,38 km², 1452,2 mensen per km².